# Lehtosaaret (ö i Norra Karelen, Joensuu, lat 62,95, long 31,03)
Lehtosaaret är en ö i Finland. Den ligger i sjön Harkkojärvi och i kommunen Ilomants i den ekonomiska regionen  Joensuu ekonomiska region  och landskapet Norra Karelen, i den östra delen av landet, 400 km nordost om huvudstaden Helsingfors. Öns area är 1,6 hektar och dess största längd är 320 meter i sydöst-nordvästlig riktning.  Notera att namnet antyder att det är fråga om flera öar.